# Marly-la-Ville
Marly-la-Ville is een gemeente in het Franse departement Val-d'Oise (regio Île-de-France) en telt 5696 inwoners (1999). De plaats maakt deel uit van het arrondissement Sarcelles.

## Geografie
De oppervlakte van Marly-la-Ville bedraagt 8,6 km², de bevolkingsdichtheid is 662,3 inwoners per km².
De onderstaande kaart toont de ligging van Marly-la-Ville met de belangrijkste infrastructuur en aangrenzende gemeenten.

## Demografie
Onderstaande figuur toont het verloop van het inwonertal (bron: INSEE-tellingen).